# Geron marshalli
Geron marshalli är en tvåvingeart som först beskrevs av Hesse 1938.  Geron marshalli ingår i släktet Geron och familjen svävflugor.
Artens utbredningsområde är Zimbabwe. Inga underarter finns listade i Catalogue of Life.